# Parc national de Reisa
Le parc national de Reisa est un parc national de Norvège créé en 1986. Le parc, couvrant 803 km2, autour de la vallée de la Reisa et du plateau adjacent, est remarquable par les cascades qu'il contient.

## Description
La rivière Reisa a coupé une vallée et un canyon (au nord d’Imo) dans le plateau montagneux, produisant la longue vallée fertile appelée Reisadalen. Les cascades tombent dans les vallées et les gorges. La cascade Mollisfossen est l’une des chutes les plus spectaculaires avec ses 269 mètres de hauteur.

## Faune
La buse pattue est l’oiseau de proie le plus commun, mais les randonneurs peuvent également apercevoir l’aigle royal, le faucon crécerelle et le faucon gerfaut. Les gloutons et les lynx d’Eurasie vivent dans le parc et les montagnes environnantes. Le nom sami d’une partie de la gorge, Njállaávzi, signifie gorge du renard arctique, ce qui suggère que le renard arctique doit y avoir vécu longtemps. Le plus grand prédateur norvégien, l’ours brun, est parfois vu dans le parc.

## Galerie

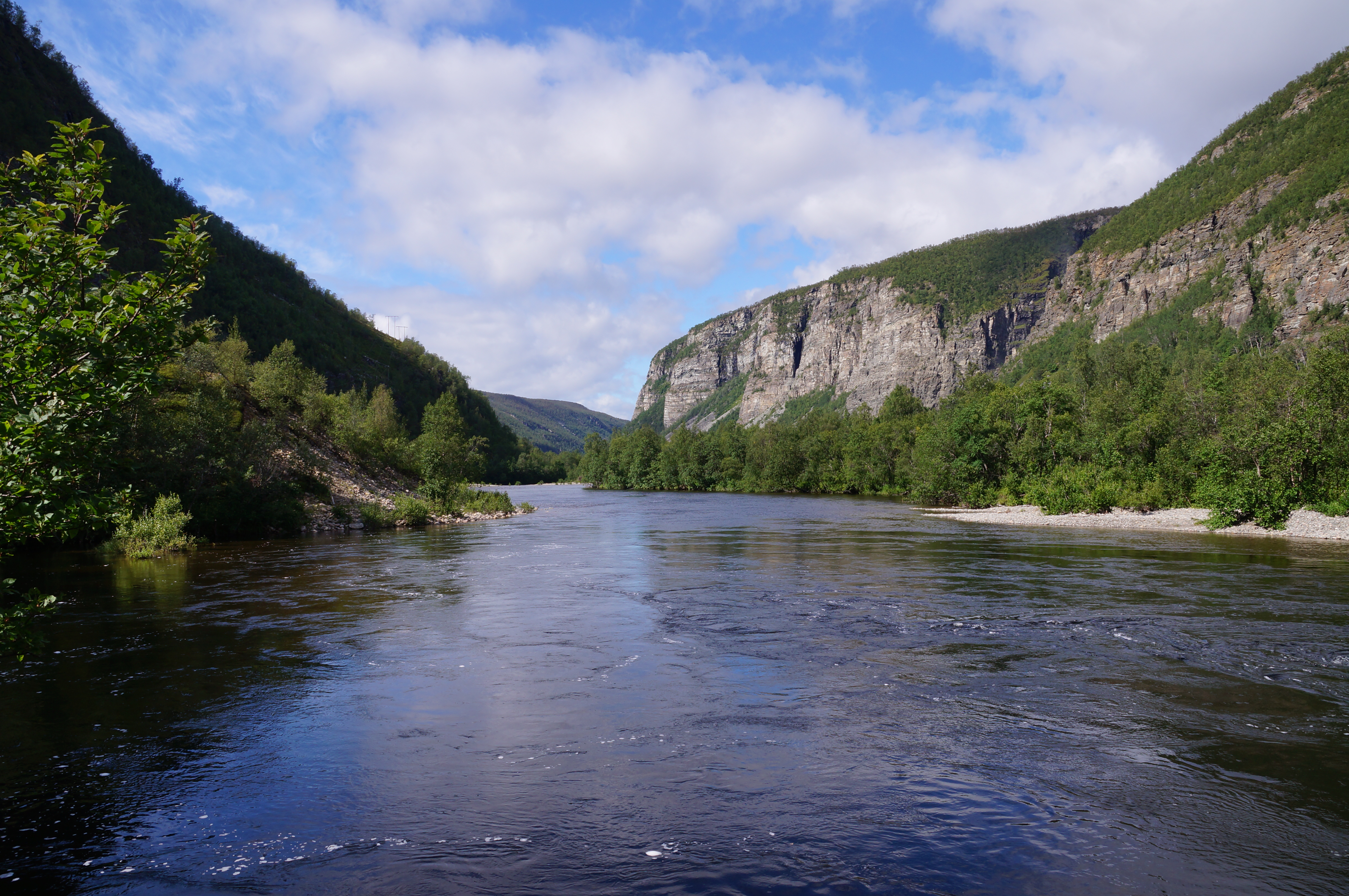
Rivière Reisa.
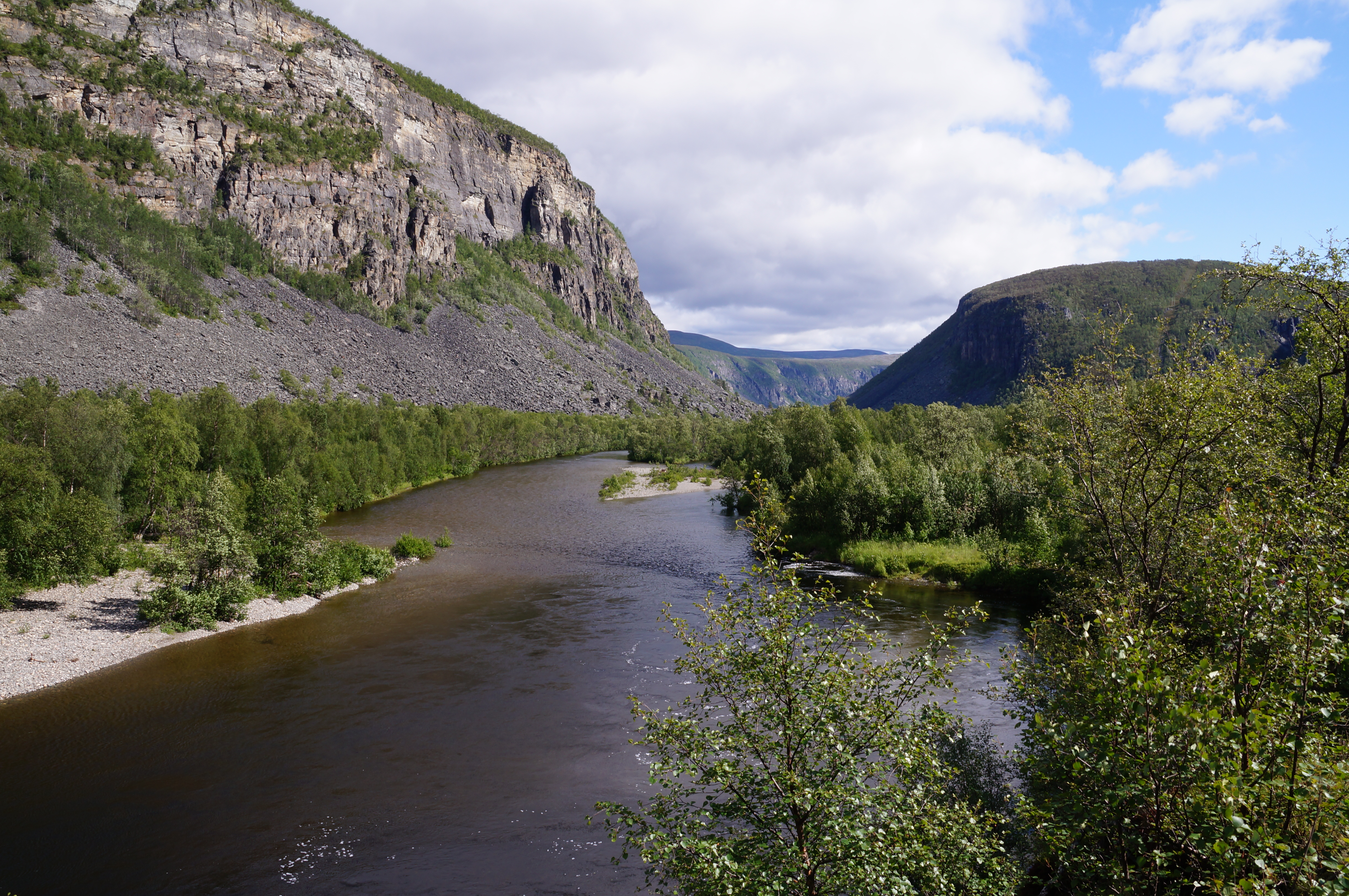
Vallée de la Reisa.
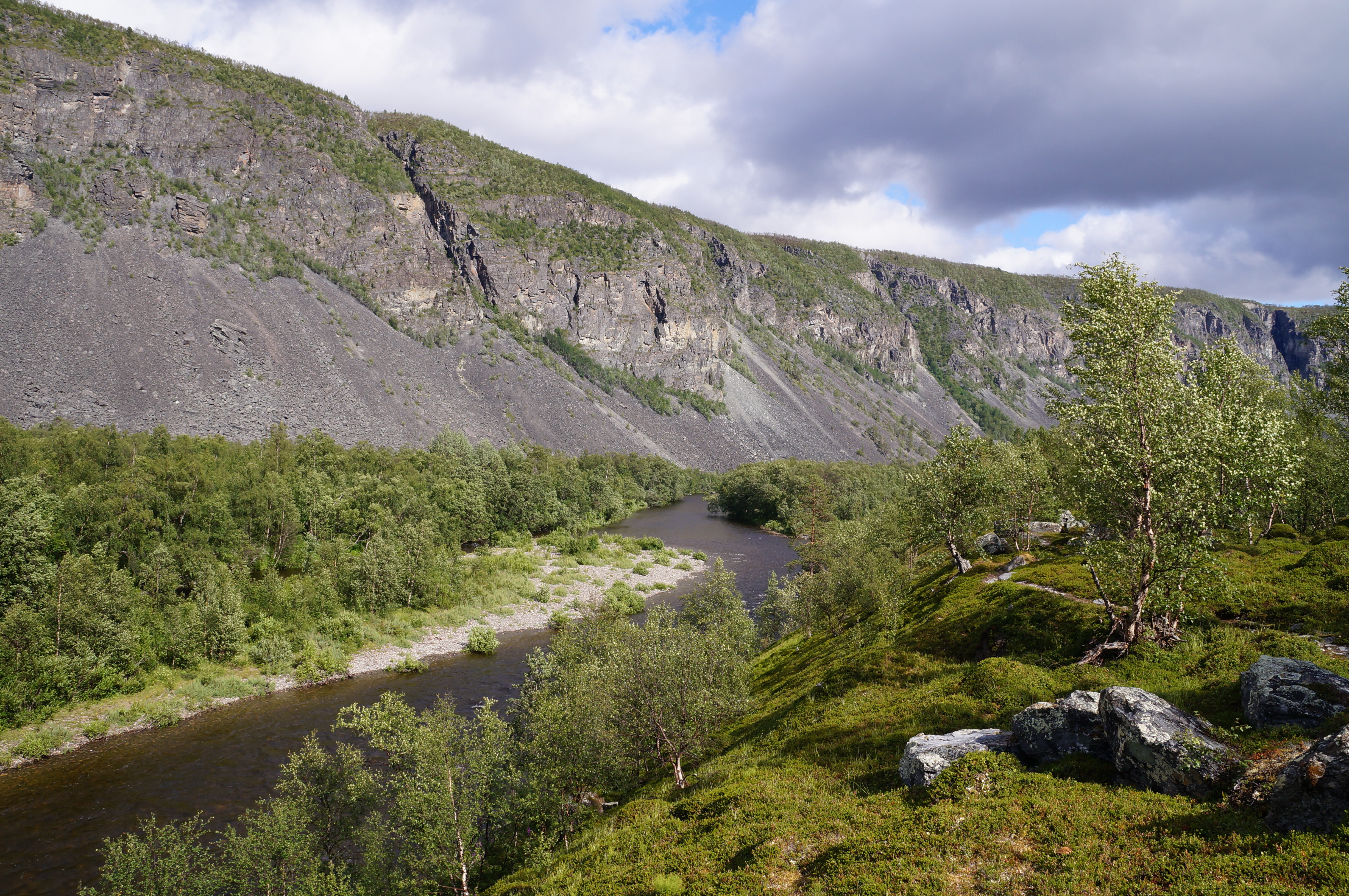
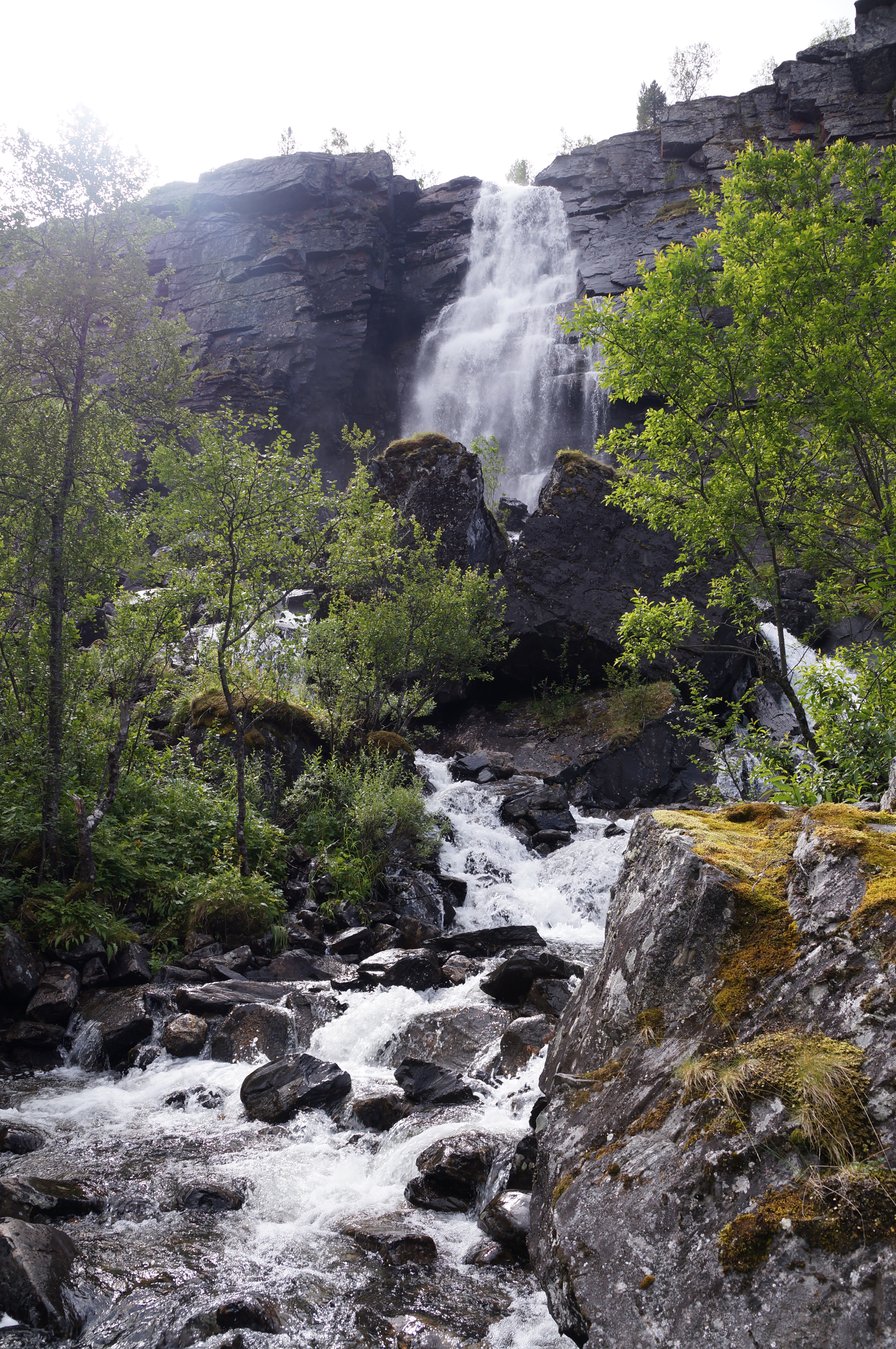
Cascade.
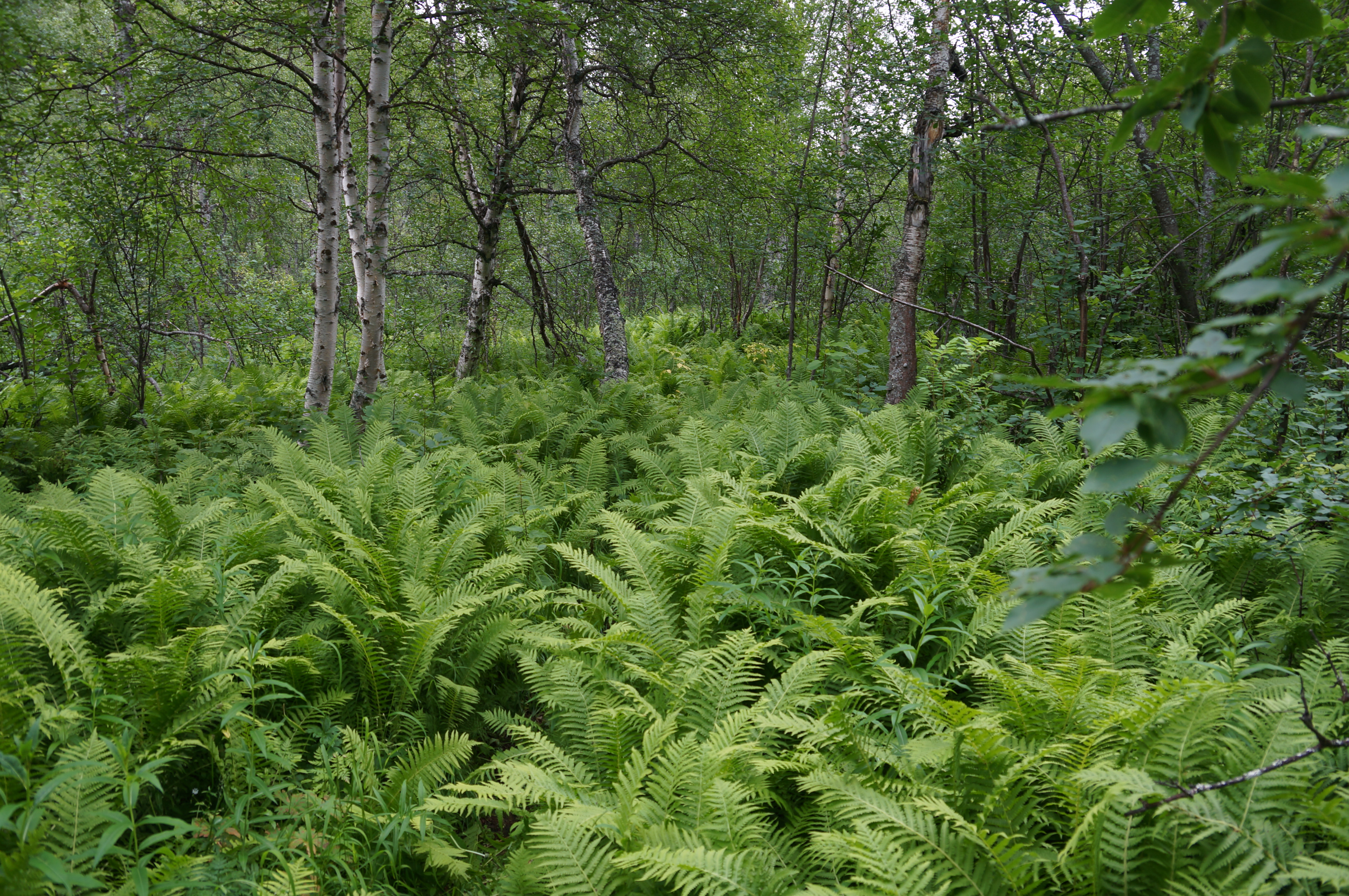
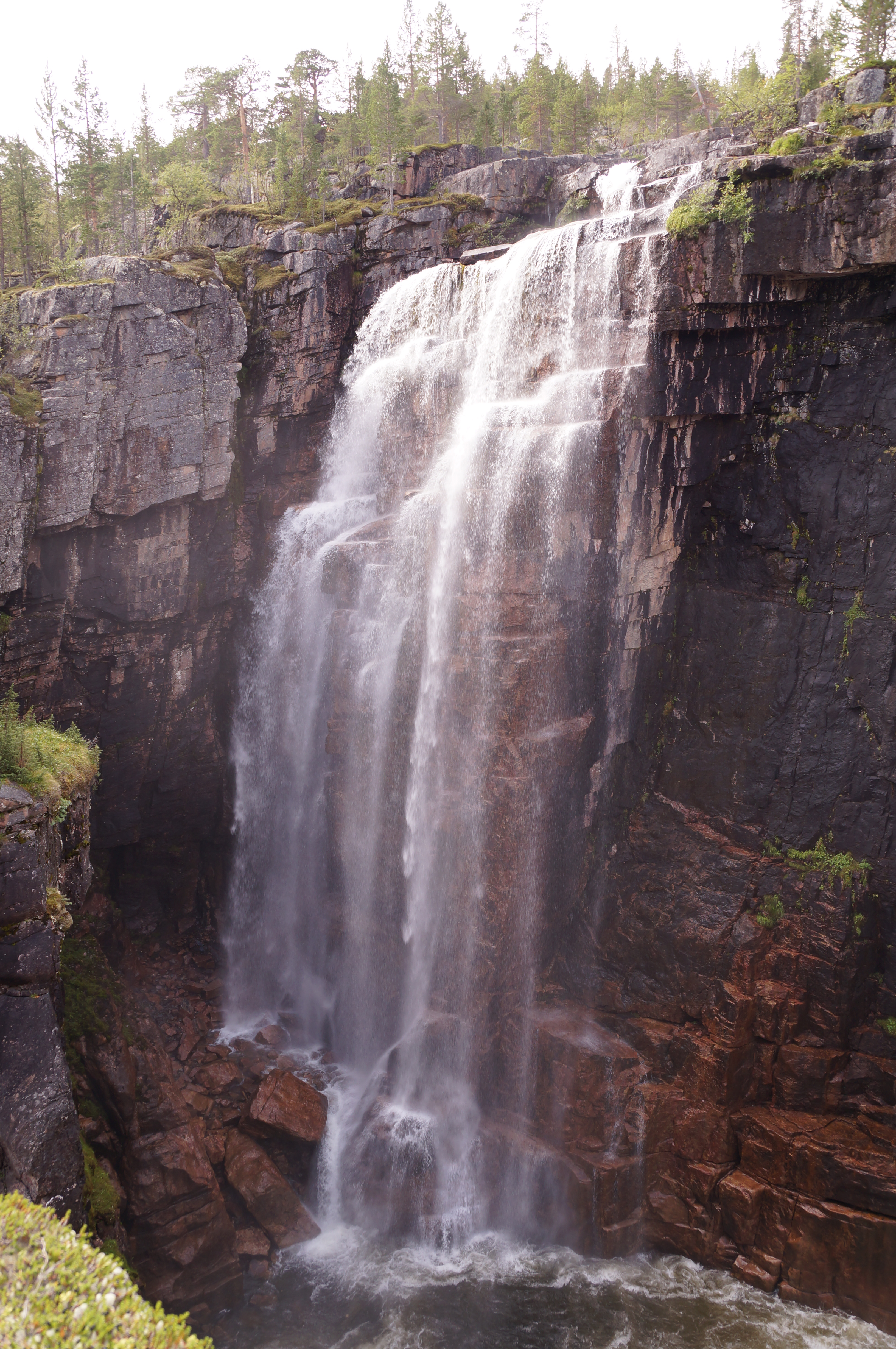
Immofossen
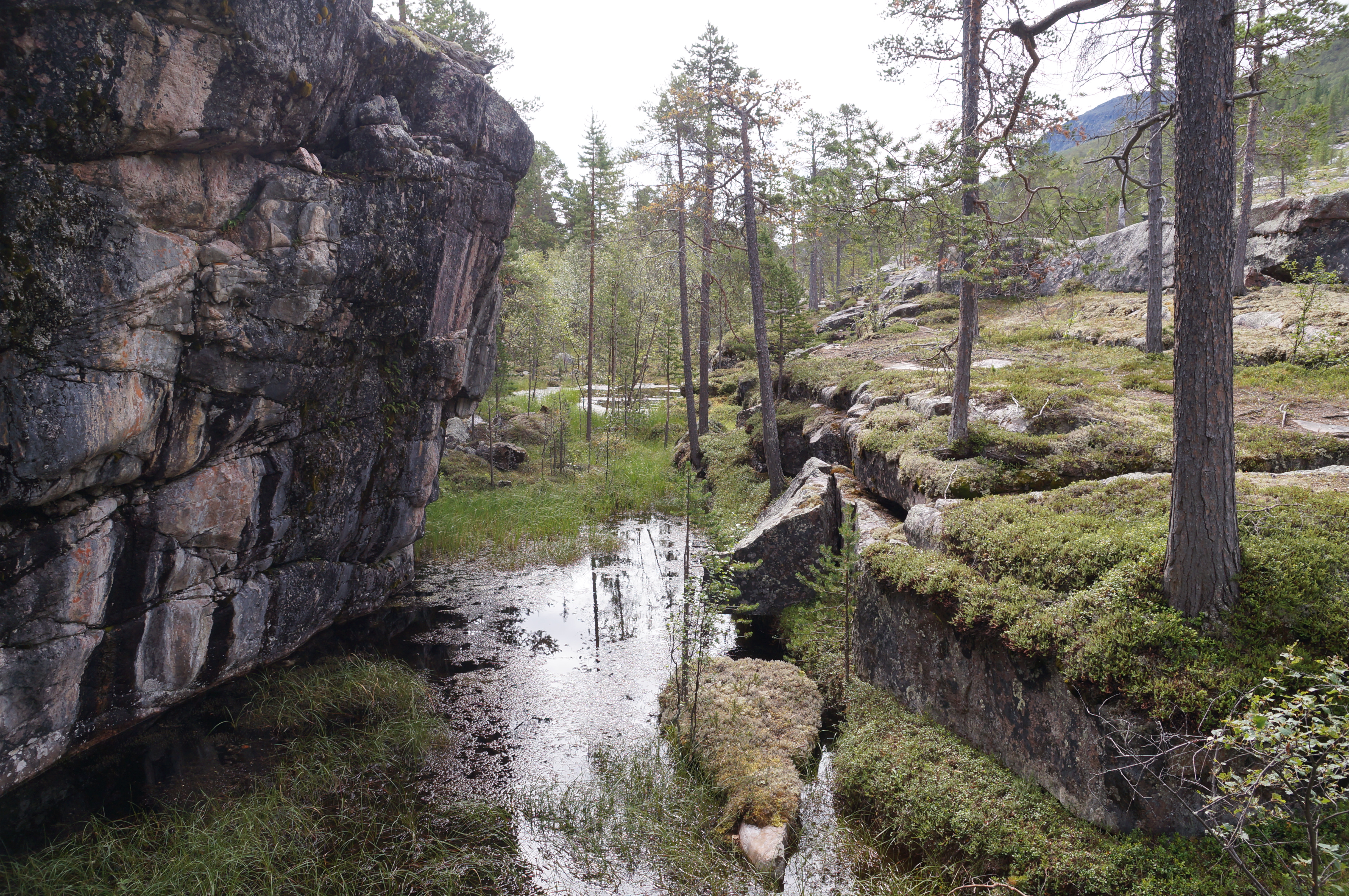
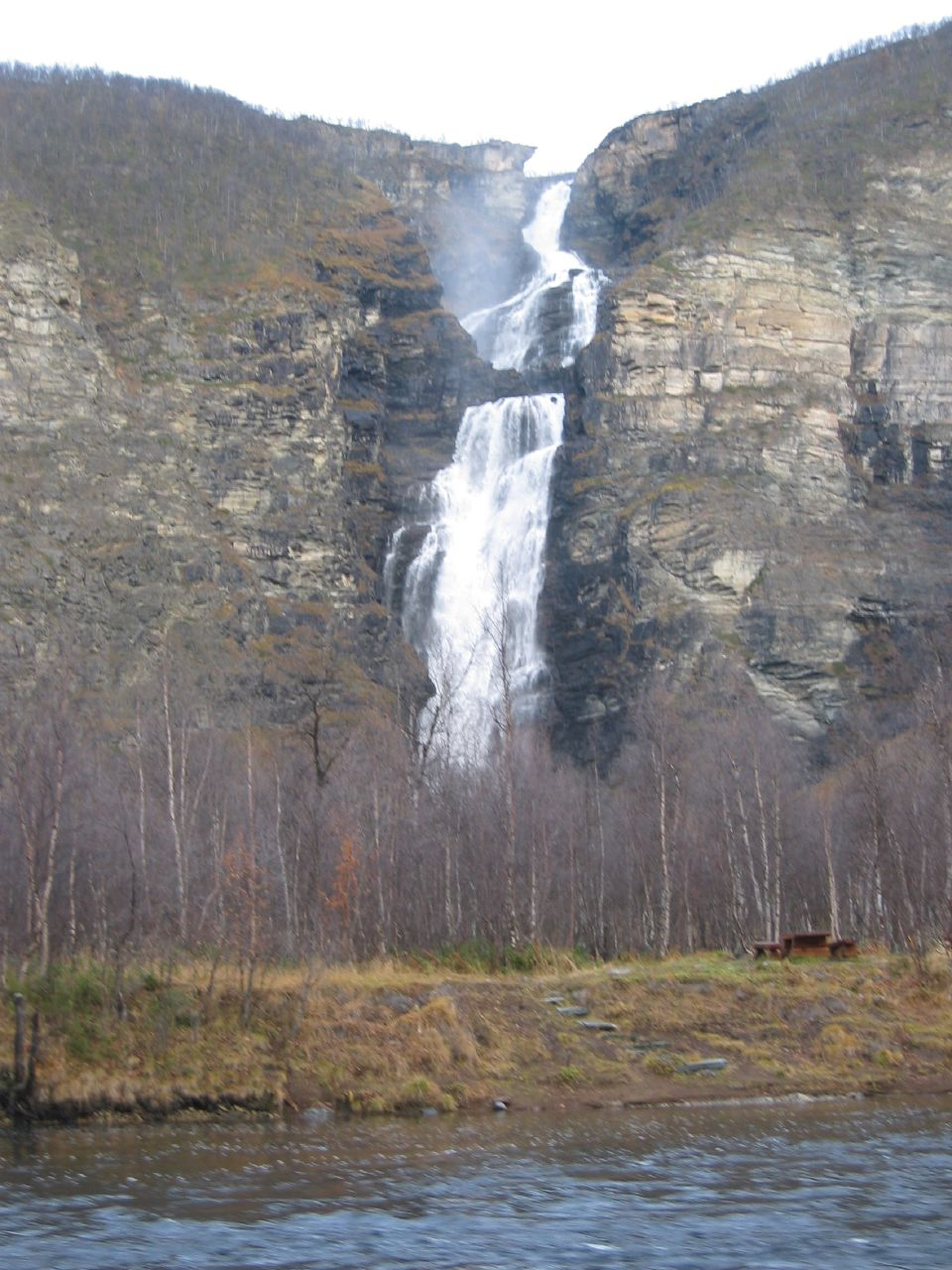
Mollisfossen
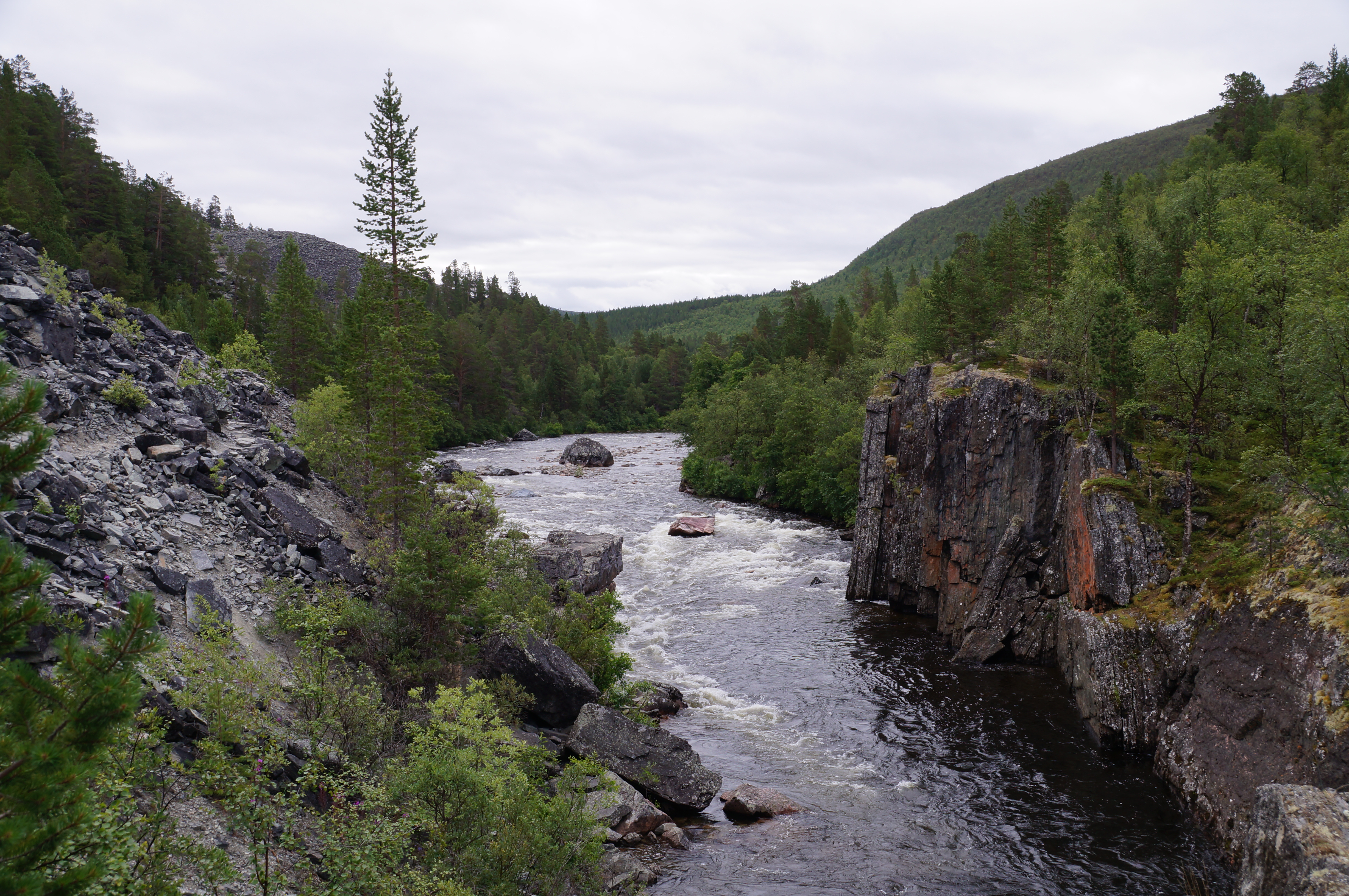
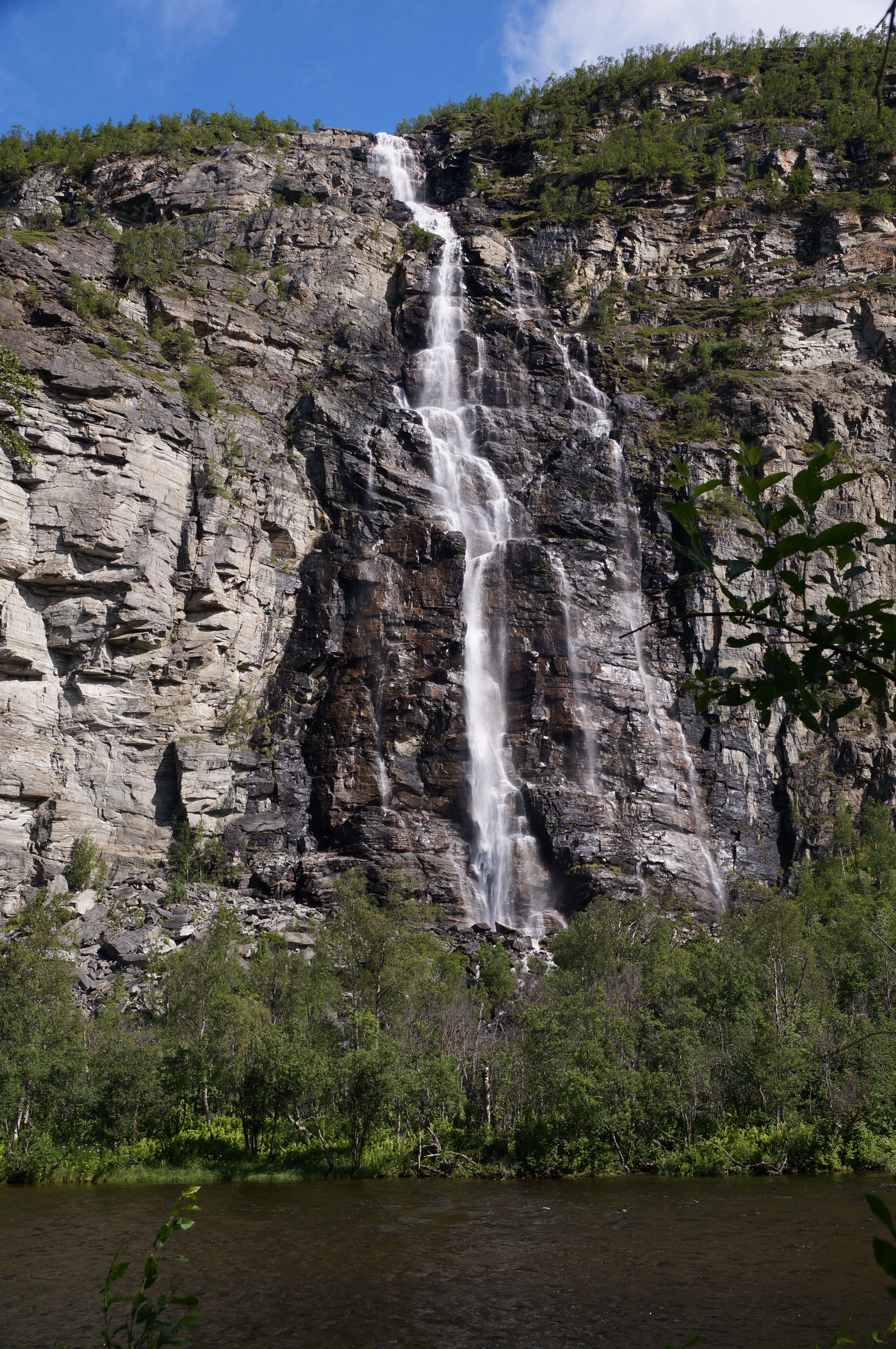
Chute d'eau.